# Skarn
Skarn ou escarnito é uma rocha metamórfica que é usualmente variável de coloração verde ou vermelha, ocasionalmente cinza, negra, marrom ou branca e, em geral, formada por metassomatismo químico durante metamorfismo de contato com zonas de intrusões magmáticas, como granitos, ou com rochas carbonatadas, como calcários e dolomitos. Skarns, nos ambientes ígneos, são associados com hornfels, mármores hornfels  e amplas zonas de rochas calciossilicáticas.
Os skarns são muitas vezes portadores de depósitos importantes de minérios de cobre, tungsténio, estanho, zinco, ferro, ouro e molibdénio. 